# التآثر الجذبوي للمادة المضادة

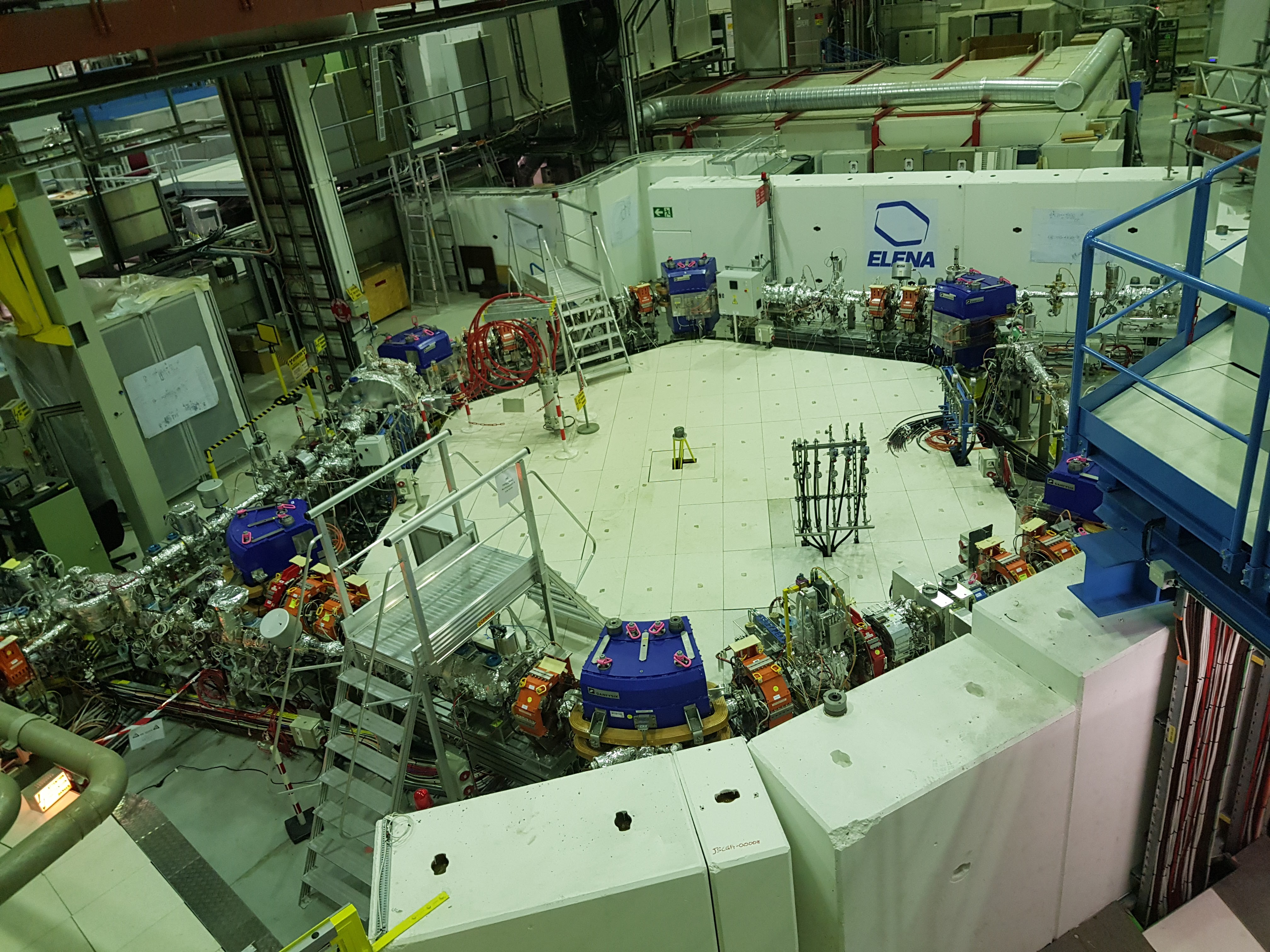

يتفق علماء الفيزياء على أن الجاذبية تجذب كلًّا من المادة والمادة المضادة بنفس المعدل الذي تجذب المادة به المادة الأخرى، في حين لم يلاحظ علماء الفيزياء التآثر الجذبوي للمادة المضادة مع المادة أو المادة المضادة بشكل حاسم حتى الآن، ولكن هنالك رغبة مُلحة لتأكيد ذلك تجريبيًا.
تجعل ندرة المادة المضادة وقابليتها للفناء عند احتكاكها بالمادة دراستَها مَهمة صعبة للغاية. علاوة على ذلك، تعد الجاذبية أضعف بكثير من القوى الأساسية الأخرى لأسباب ما تزال تثير اهتمام الفيزيائيين، وهذا يعقّد دراسة الجاذبية في الأنظمة الصغيرة بما فيه الكفاية لخلقها في المختبر، ويشمل ذلك أنظمة المادة المضادة.
تؤدي معظم طرق إنشاء المادة المضادة (على وجه التحديد الهيدروجين المضاد) إلى إنتاج جزيئات عالية الطاقة وذرات ذات طاقة حركة عالية، وكلاهما غير مناسب للدراسات المتعلقة بالجاذبية. في السنوات الأخيرة، نجحت مجموعة الفيزيائيين المعروفة بتعاون ألفا -وتبعها أيضًا مبطئ مضاد البروتون (ايه تي آر ايه بي)- في حبس ذرات هيدروجين مضاد بعد اقتناصها في المنظمة الأوروبية للأبحاث النووية (سيرن). استخدمت ألفا هذه الذرات لتعيين أول حدود قابلة للتغيير حول التآثر الجاذبي للمادة المضادة مع المادة التي تقاس في حدود ± 7500% من الجاذبية العادية، وهي غير كافية للحصول على بيان علمي واضح حول تأثير الجاذبية على المادة المضادة. يجب أن تُجرى التجارب المستقبلية بدقة متناهية، إما باستخدام حِزَم من الهيدروجين المضاد (إيه إي جي آي إس)، أو باستخدام الهيدروجين المضاد المحبوس (ألفا أو جي بار).
بالإضافة إلى عدم وجود يقين بشأن ما إذا كانت المادة المضادة تنجذب نحو المادة أو تتنافر مبتعدةً عنها بتأثير قوى الجاذبية، فإنه من غير المعروف أيضًا ما إذا كان مقدار قوة الجاذبية اللازم للتأثير هو نفسه المستخدم. أدت الصعوبات في التوصل لنظريات الجاذبية الكمية إلى الوصول لفكرة أن المادة المضادة قد تتأثر بمقدار جاذبية مختلف قليلًا.

## نظريات التجاذب الجذبوي
عندما اكتُشفت المادة المضادة لأول مرة في عام 1932، تساءل علماء الفيزياء عن كيفية تفاعلها مع الجاذبية. ركزت التحليلات الأولية على ما إذا كان من المفترض للمادة المضادة أن تتفاعل مع الجاذبية بنفس طريقة تفاعل المادة معها أم بطريقة معاكسة. ظهرت العديد من الحجج النظرية التي أقنعت الفيزيائيين بأن المادة المضادة ستتفاعل مع الجاذبية تمامًا كالمادة العادية، واستُنتج فيها أن التنافر الجذبوي بين المادة والمادة المضادة كان غير معقول؛ نظرًا لأنه سينتهك ثبات الشحنة والتكافؤ والانعكاس الزمني (تماثل السي بي تي)، وقانون حفظ الطاقة، وسيؤدي إلى اضطراب في الفراغ، علاوةً على أنه سيؤدي إلى انتهاك تكافؤ اقتران الشحنة (انتهاك السي بي). افتُرض أيضًا أنه سيتعارض مع نتائج اختبار أوتفوش لمبدأ التكافؤ الضعيف. أُلغيت العديد من هذه الاعتراضات النظرية المبكرة في وقت لاحق.

### مبدأ التكافؤ
يتنبأ مبدأ التكافؤ بأن التسارع الجذبوي للمادة المضادة هو نفسه التسارع الجذبوي للمادة العادية، وعليه فإن التنافر الجذبوي للمادة المضادة يُستبعد. علاوة على ذلك، لوحظ تفاعل الفوتونات -التي تُعد الجسيمات المضادة لأنفسها في إطار النموذج القياسي- مع المجال الجذبوي للمادة العادية تمامًا كالمتوقع في نظرية النسبية العامة، وكان هذا في العديد من الاختبارات الفلكية (على سبيل المثال، الانزياح نحو الأحمر الجذبوي والمفعول العدسي التثاقلي). يجب تفسير هذه الخاصية من قبل أي نظرية تتنبأ بتنافر المادة والمادة المضادة. كان هذا هو التنبؤ الذي قام به جان بيير بيتيت في مقال نُشر في عام 2018: «بالإضافة إلى ذلك، يتنبأ نموذج يانوس بأن المادة المضادة التي ستُنشأ في المختبر في تجربة الجي بار، ستتصرف مثل المادة العادية في حقل جاذبية الأرض». تُنتج الجاذبية المضادة الموصوفة في نموذج يانوس بواسطة مادة مضادة ذات كُتل «سلبية» (المادة المضادة المُنتجة في المختبرات أو بواسطة الأشعة الكونية لها كتل موجبة فقط)، وهي متوافقة تمامًا مع النسبية العامة والتقريبات النيوتونية.

### مُبرهنة السي بي تي
تفترض مبرهنة سي بي تي (أي الشحنة والتكافؤ والانعكاس الزمني) أن الاختلاف بين خواص جسيمات المادة وخواص نظائرها من جسيمات المادة المضادة موصوف بشكل تام بواسطة انقلاب سي. نظرًا لأن انقلاب سي لا يؤثر على الكتلة الجذبوية، فإن مبرهنة سي بي تي تتوقع أن الكتلة الجذبوية للمادة المضادة هي نفسها الكتلة الجذبوية للمادة العادية. يتم استبعاد الجاذبية المنفرة بعد ذلك، إذ يعني عدمُ استبعادها وجودَ اختلاف في الإشارة بين الكتلة الجذبوية الملاحظة للمادة وأيضًا للمادة المضادة.

### جدال موريسون
جادل فيليب موريسون في عام 1958 في أن الجاذبية المضادة تنتهك قانون حفظ الطاقة. إذا استجابت المادة والمادة المضادة بطرق معاكسة لحقل جاذبية، فهذا سيعني عدم وجود أي حاجة للطاقة من أجل تغيير ارتفاع زوج من الجسيمات والجسيمات المضادة. على الرغم من ذلك، فإنه يحدث انزياح لتردد الضوء وطاقته عند التحرك خلال جهد جذبوي. جادل موريسون بأن الطاقة سوف تتولد نتيجة إنتاج المادة والمادة المضادة عند ارتفاع معين، وسوف تتولد نتيجة فنائهما عند ارتفاع أعلى، نظرًا لأن الفوتونات المستخدمة في الإنتاج سيكون لديها طاقة أقل من الفوتونات المُنتَجة من الإبادة. ومع ذلك، فقد اتضح فيما بعد أن الجاذبية المضادة ستظل غير منتهكة للقانون الثاني للديناميكا الحرارية.